# نادي لاتينا
نادي لاتينا 1932 لكرة القدم (بالإيطالية: Latina Calcio 1932)‏، يشار إليه عمومًا باسم لاتينا (بالإيطالية: Latina)‏، هو نادي كرة قدم إيطالي مقره في لاتينا، لاتسيو.